# 13 разлога
13 разлога (енгл. 13 Reasons Why) америчка је телевизијска серија коју је развио Брајан Јорки за Netflix. Темељи се на роману Тринаест разлога аутора Џеја Ашера из 2007. Главне улоге тумаче Дилан Минет и Кетрин Лангфорд. Радња се врти око Клеја Џенсена (Минет) и последица самоубиства Хане Бејкер (Лангфорд). Она за собом оставља кутију са аудио-касетама у којима детаљно описује разлоге зашто је одлучила да изврши самоубиство, као и људе за које верује да су одговорни за њену смрт.
Добила је изузетно позитивне рецензије критичара и гледалаца. Такође је остварила велики комерцијални успех, поставши друга најгледанија серија коју је Netflix у то време приказао. Међутим, изазвала је забринутост стручњака за ментално здравље због приказа самоубиства, сексуалног напаствовања и малтретирања, поред другог садржаја за одрасле. Због тога је Netflix пре приказивања сваке епизоде издао упозорење за гледаоце.

## Радња
Прати живот ученика средње школе, Клеја Џенсена и његову другарицу из разреда Хану Бејкер, која одузима сопствени живот након што је доживела низ деморализованих догађаја. Кутија аудио-касета која је Хана снимила пре него што се убила, открива тринаест разлога зашто је она то учинила и намење су особама које су, свака на свој начин, допринеле томе да одлучи да оконча свој живот. Клеј је једна од особа на касети, које након што преслуша, треба да пошаље следећој особи на списку.

## Улоге
| Глумац              | Улога            |
| ------------------- | ---------------- |
| Дилан Минет         | Клеј Џенсен      |
| Кетрин Лангфорд     | Хана Бејкер      |
| Кристијан Наваро    | Тони Падиља      |
| Алиша Бо            | Џесика Дејвис    |
| Брендон Флин        | Џастин Фоли      |
| Џастин Прентис      | Брајан Вокер     |
| Мајлс Хајзер        | Алекс Стандал    |
| Рос Батлер          | Зак Демпси       |
| Дејвид Друид        | Тајлер Даун      |
| Ејми Харгривс       | Лејни Џенсен     |
| Дерек Лук           | Кевин Портер     |
| Кејт Волш           | Оливија Бејкер   |
| Брајан д’Арси Џејмс | Енди Бејкер      |
| Грејс Сејф          | Ани Акола        |
| Бренда Стронг       | Нора Вокер       |
| Тимоти Гранадерос   | Монти де ла Круз |
| Марк Пелегрино      | Бил Стандал      |
| Тајлер Барнхарт     | Чарли Сент Џорџ  |
| Дикен Блуман        | Винстон Вилијамс |
| Јан Луис Кастељанос | Дијего Торес     |
| Гари Синис          | др Роберт Елман  |

## Епизоде
| Сезона | Сезона | Епизоде | Епизоде | Оригинална објава | Оригинална објава |
| ------ | ------ | ------- | ------- | ----------------- | ----------------- |
|        | 1.     | 13      | 13      | 31. март 2017.    | 31. март 2017.    |
|        | 2.     | 13      | 13      | 18. мај 2018.     | 18. мај 2018.     |
|        | 3.     | 13      | 13      | 23. август 2019.  | 23. август 2019.  |
|        | 4.     | 10      | 10      | 5. јун 2020.      | 5. јун 2020.      |

### 1. сезона (2017)
| Бр. еп. (укупно) | Бр. еп. (у сезони) | Наслов                             | Редитељ             | Сценариста         | Премијера      |
| ---------------- | ------------------ | ---------------------------------- | ------------------- | ------------------ | -------------- |
| 1                | 1                  | 1. касета, страна А                | Том Макарти         | Брајан Јорки       | 31. март 2017. |
| 2                | 2                  | 1. касета, страна Б                | Том Макарти         | Брајан Јорки       | 31. март 2017. |
| 3                | 3                  | 2. касета, страна А                | Хелен Шејвер        | Дајана Сон         | 31. март 2017. |
| 4                | 4                  | 2. касета, страна Б                | Хелен Шејвер        | Томас Хигинс       | 31. март 2017. |
| 5                | 5                  | 3. касета, страна А                | Кајл Патрик Алварез | Џулија Бикнел      | 31. март 2017. |
| 6                | 6                  | 3. касета, страна Б                | Кајл Патрик Алварез | Ник Шеф            | 31. март 2017. |
| 7                | 7                  | 4. касета, страна А                | Грег Араки          | Елизабет Бенџамин  | 31. март 2017. |
| 8                | 8                  | 4. касета, страна Б Tape 4, Side B | Грег Араки          | Кирк Мур           | 31. март 2017. |
| 9                | 9                  | 5. касета, страна А                | Карл Френклин       | Хејли Тајлер       | 31. март 2017. |
| 10               | 10                 | 5. касета, страна Б                | Карл Френклин       | Нејтан Луис Џексон | 31. март 2017. |
| 11               | 11                 | 6. касета, страна А                | Џесика Ју           | Дајана Сон         | 31. март 2017. |
| 12               | 12                 | 6. касета, страна Б                | Џесика Ју           | Елизабет Бенџамин  | 31. март 2017. |
| 13               | 13                 | 7. касета, страна А                | Кајл Патрик Алварез | Брајан Јорки       | 31. март 2017. |

### 2. сезона (2018)
| Бр. еп. (укупно) | Бр. еп. (у сезони) | Наслов                 | Редитељ             | Сценариста                     | Премијера     |
| ---------------- | ------------------ | ---------------------- | ------------------- | ------------------------------ | ------------- |
| 14               | 1                  | Прва фотографија       | Грег Араки          | Брајан Јорки                   | 18. мај 2018. |
| 15               | 2                  | Две девојке се љубе    | Грег Араки          | Томас Хигинс                   | 18. мај 2018. |
| 16               | 3                  | Пијана дроља           | Карен Монкријеф     | Мариса Џо Серар                | 18. мај 2018. |
| 17               | 4                  | Друга фотографија      | Карен Монкријеф     | Хејли Тајлер                   | 18. мај 2018. |
| 18               | 5                  | Машина за креду        | Елајза Хитман       | Ник Шеф                        | 18. мај 2018. |
| 19               | 6                  | Осмех на крају дока    | Елајза Хитман       | Џулија Бикнел                  | 18. мај 2018. |
| 20               | 7                  | Трећа фотографија      | Мајкл Морис         | Брајан Јорки                   | 18. мај 2018. |
| 21               | 8                  | Мала девојчица         | Мајкл Морис         | Фелиша Марје                   | 18. мај 2018. |
| 22               | 9                  | Нестала страница       | Кет Кандлер         | Рохит Кумар                    | 18. мај 2018. |
| 23               | 10                 | Насмејте се, кује!     | Кет Кандлер         | Кирк Мур                       | 18. мај 2018. |
| 24               | 11                 | Брајс и Клои           | Џесика Ју           | Мариса Џо Серар и Томас Хигинс | 18. мај 2018. |
| 25               | 12                 | Кутија с фотографијама | Џесика Ју           | Хејли Тајлер и Брајан Јорки    | 18. мај 2018. |
| 26               | 13                 | Ћао                    | Кајл Патрик Алварез | Брајан Јорки                   | 18. мај 2018. |

### 3. сезона (2019)
| Бр. еп. (укупно) | Бр. еп. (у сезони) | Наслов                                               | Редитељ        | Сценариста                                                | Премијера        |
| ---------------- | ------------------ | ---------------------------------------------------- | -------------- | --------------------------------------------------------- | ---------------- |
| 27               | 1                  | Да, ја сам нова девојка                              | Мајкл Морис    | Брајан Јорки                                              | 23. август 2019. |
| 28               | 2                  | Ако дишеш, лажеш                                     | Мајкл Морис    | Ален Макдоналд                                            | 23. август 2019. |
| 29               | 3                  | Како препознати добру особу од лоше                  | Џесика Ју      | Хејли Тајлер                                              | 23. август 2019. |
| 30               | 4                  | Љут, млад и мушкарац                                 | Џесика Ју      | Томас Хигинс                                              | 23. август 2019. |
| 31               | 5                  | Нико није чист                                       | Бронвен Хјуз   | Тревор Марти Смит                                         | 23. август 2019. |
| 32               | 6                  | Човек се препознаје по томе како тугује              | Бронвен Хјуз   | Мфонисо Удофија                                           | 23. август 2019. |
| 33               | 7                  | Штошта није у реду с Клејем Џенсеном                 | Кевин Даулинг  | Џулија Бикнел                                             | 23. август 2019. |
| 34               | 8                  | У средњој школи никад не знаш ко је на твојој страни | Кевин Даулинг  | Фелиша Марје                                              | 23. август 2019. |
| 35               | 9                  | Увек у ишчекивању следеће лоше вести                 | Аурора Гереро  | М. К. Малон                                               | 23. август 2019. |
| 36               | 10                 | Свет око мене се сужава                              | Аурора Гереро  | Ален Макдоналд, Томас Хигинс, Хејли Тајлер и Брајан Јорки | 23. август 2019. |
| 37               | 11                 | Неке ствари вам нисам рекла                          | Кевин Даулинг  | Хелен Шанг                                                | 23. август 2019. |
| 38               | 12                 | Онда је наступио хаос                                | Кевин Даулинг  | Томас Хигинс, Хејли Тајлер и Тревор Марти Смит            | 23. август 2019. |
| 39               | 13                 | Нека мртви покопају мртве                            | Џон Т. Кречмер | Брајан Јорки                                              | 23. август 2019. |

### 4. сезона (2020)
| Бр. еп. (укупно) | Бр. еп. (у сезони) | Наслов                 | Редитељ       | Сценариста                                     | Премијера    |
| ---------------- | ------------------ | ---------------------- | ------------- | ---------------------------------------------- | ------------ |
| 40               | 1                  | Зимски празници        | Расел Малкахи | Брајан Јорки                                   | 5. јун 2020. |
| 41               | 2                  | Обилазак факултета     | Расел Малкахи | Ален Макдоналд                                 | 5. јун 2020. |
| 42               | 3                  | Дан заљубљених         | Мајкл Сакси   | Хејли Тајлер                                   | 5. јун 2020. |
| 43               | 4                  | Камповање за матуранте | Мајкл Сакси   | Томас Хигинс                                   | 5. јун 2020. |
| 44               | 5                  | Кућна забава           | Бренда Стронг | М. К. Малон и Френки Д. Гондалес               | 5. јун 2020. |
| 45               | 6                  | Четвртак               | Бренда Стронг | Еванџелин Ордаз                                | 5. јун 2020. |
| 46               | 7                  | Разговор за факултет   | Суну Гонера   | Ален Макдоналд, Хејли Тајлер и Еванџелин Ордаз | 5. јун 2020. |
| 47               | 8                  | Прихватање/одбијање    | Суну Гонера   | Сахар Џахани и Томас Хигинс                    | 5. јун 2020. |
| 48               | 9                  | Матурско вече          | Томи Лохман   | Брајан Јорки                                   | 5. јун 2020. |
| 49               | 10                 | Матура                 | Брајан Јорки  | Брајан Јорки                                   | 5. јун 2020. |